# Валзерена (Пиза)
Валзерена је насеље у Италији у округу Пиза, региону Тоскана.
Према процени из 2011. у насељу је живело 36 становника. Насеље се налази на надморској висини од 133 м.